# 雷利鎮區 (堪薩斯州尼馬哈縣)
雷利鎮區（英語：Reilly Township）為美國堪薩斯州尼馬哈縣轄下的鎮區。2010年美国人口普查中此鎮區人口有106人。

## 地理
雷利鎮區涵蓋總面積為93.4平方（36.07平方英里），其中陸地面積為93.2平方（35.99平方英里），水域面積為0.21平方（0.08平方英里）或0.22%。海拔高度403（1,322英尺）。

## 人口統計
根據2010年美國人口普查，雷利鎮區人口有106人，其中男性有61人，女性有45人，人口密度為每平方公里1.14人，住房計59戶。鎮區內的白人有100人，非裔美國人有0人，美洲原住民有1人，亞裔美國人有1人，太平洋島裔美國人有0人，其他種族有1人，混血種族則有3人。此外鎮區內有2人為西班牙裔或拉丁裔美國人。此鎮區之年齡中位數為49.5歲，而男性年齡中位數為51.5歲，女性年齡中位數為49.3歲。

## 交通

### 主要公路
- 9號堪薩斯州州道
- 62號堪薩斯州州道